# Marco Marinangeli
Marco Marinangeli (Roma, 7 marzo 1965) è un compositore, produttore discografico e tastierista italiano.

## Biografia
Dopo una precoce carriera in qualità di pianista/tastierista per cantanti come Tony Del Monaco, Don Backy e Alan Sorrenti, si trasferisce a Los Angeles dove risiede dal 1985.
Nel 1996 è stato candidato per un Grammy. È presidente della Magelic Productions Inc., con sede a Hollywood.
Nel 2012 collabora con Disneyland Paris per la realizzazione delle due versioni del singolo "Magic Everywhere". La versione estesa del singolo funge da colonna sonora della parata pomeridiana "Disney Magic on Parade!".
I suoi crediti includono musica, testi e produzioni per Josh Groban, Il Divo, Donna Summer, Plácido Domingo, Katherine Jenkins, The Cheetah Girls, Peter Frampton, Taylor Dayne, Kathie Lee Gifford, Myra, Olga Tañon, Hilary Duff, Miley Cyrus, Solas, The Chieftains e Larry Carlton.
Ha collaborato inoltre con David Foster, Humberto Gatica, Bill Ross, Jeremy Lubbock, Luis Bacalov, Jorge Calandrelli e Lalo Schifrin.
È fratello di Sabrina Marinangeli e Giancarlo Marinangeli.